# Overcombe
Overcombe är en ort i Storbritannien.   Den ligger i kommunen Dorset och riksdelen England, i den södra delen av landet, 190 km sydväst om huvudstaden London. Overcombe ligger 7 meter över havet och antalet invånare är 4 971.
Terrängen runt Overcombe är platt. Havet är nära Overcombe åt sydost. Närmaste större samhälle är Weymouth, 3,0 km sydväst om Overcombe. 